# Through Times of War
Through Times of War är det norska black metal-bandet Keep of Kalessins debutalbum från 1997, utgivet av det italienska skivbolaget Avantgarde Music. Albumet spelades in sommaren 1997 i Brygga studio i Trondheim. Musiken och texterna är inspirerade av Ursula K. Le Guins romansvit om Övärlden.
I låtlistan på albumomslaget är spår sju felstavat, "Nectaros Red" i stället för det rätta "Nectarous Red". Efter denna låt följes en tyst paus innan det "dolda" spåret "Itch" tar vid. Albumet återutgavs ut av Music War III år 2002 och igen av Peaceville Records 2007.

## Låtlista
1. "Through Times of War" – 4:31
2. "Den siste krig" – 4:43
3. "As a Shadow Cast" – 6:09
4. "I Choose to Suffer" – 6:50
5. "Skygger av sorg" – 5:22
6. "Obliterator" – 5:42
7. "Nectarous Red" / "Itch" – 14:19

## Banduppsättning
- Ghâsh (Magnus Hjertaas) – sång
- Obsidian C. (Arnt O. Grønbech) – gitarr, synthesizer
- Vyl (Vegar Larsen) – trummor
- Warach (Øyvind Westrum) – basgitarr